# 冷水灘区
冷水灘区（れいすいたん-く）は中華人民共和国湖南省永州市に位置する市轄区。

## 行政区画
- 街道：梅湾街道、菱角山街道、肖家園街道、楊家橋街道、梧桐街道、鳳凰街道、珊瑚街道、曲河街道、嵐角山街道、仁湾街道
- 鎮：花橋街鎮、普利橋鎮、牛角壩鎮、高渓市鎮、黄陽司鎮、上嶺橋鎮、伊塘鎮、蔡市鎮
- 郷：楊村甸郷